# Brass Band Leieland

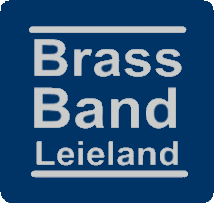
Brass Band Leieland

Brass Band Leieland is een Belgische brassband uit de West-Vlaamse gemeente Moorsele. 
Brass Band Leieland werd op 6 januari 1997 opgericht in de Wevelgemse deelgemeente Gullegem. De brassband is een brassband 'Britse' stijl. De muzikanten combineren het lidmaatschap bij Leieland veelal met dat bij diverse harmonie- en/of fanfare orkesten in de regio. De band concerteert regelmatig in binnen- en buitenland, en is tevens actief op diverse nationale en internationale brassband wedstrijden.  Tweemaal per jaar organiseert Brass Band Leieland een concert in eigen streek.

## Dirigenten
- 2016 - heden Sam Werbrouck
- 2007 - 2016 Wouter Loose
- 2005 - 2007 Geert Verschaeve
- 2001 - 2005 Wim Belaen
- 1997 - 2001 Werner Vandamme